# Juraj Chmiel
Juraj Chmiel (ur. 16 sierpnia 1960 w Budapeszcie) – czeski dyplomata i afrykanista, ambasador na różnych placówkach, w latach 2009–2010 minister.

## Życiorys
W 1984 ukończył studia z zakresu orientalistyki i afrykanistyki na Uniwersytecie Karola w Pradze. Do 1992, z przerwą na czas służby wojskowej, pracował w Słowackiej Akademii Nauk, uzyskując stopień kandydata nauk. W 1992 został urzędnikiem w czeskim ministerstwie spraw zagranicznych. W latach 1996–2003 kierował placówką dyplomatyczną Czech w Nigerii, od 1999 w randze ambasadora. Był również akredytowany w licznych innych państwach afrykańskich. Po powrocie do kraju kontynuował działalność urzędniczą, był m.in. dyrektorem departamentu analiz i planowania w resorcie spraw zagranicznych. W latach 2007–2008 zatrudniony w Urzędzie Rządu Republiki Czeskiej. W 2008 został ambasadorem Czech w Australii i grupie państw Oceanii, kończąc urzędowanie w 2009.
Był działaczem Obywatelskiej Partii Demokratycznej. Od listopada 2009 do lipca 2010 sprawował urząd ministra ds. europejskich w technicznym gabinecie Jana Fischera. Później do stycznia 2012 był wiceministrem rolnictwa. Następnie prowadził własną działalność konsultingową. W 2013 powrócił do MSZ. Od 2014 do 2019 pełnił funkcję ambasadora na Węgrzech. W 2019 rozpoczął misję ambasadorską w Słowenii.